# 市政歌剧院
52°22′02″N 4°54′06″E / 52.36722°N 4.90167°E

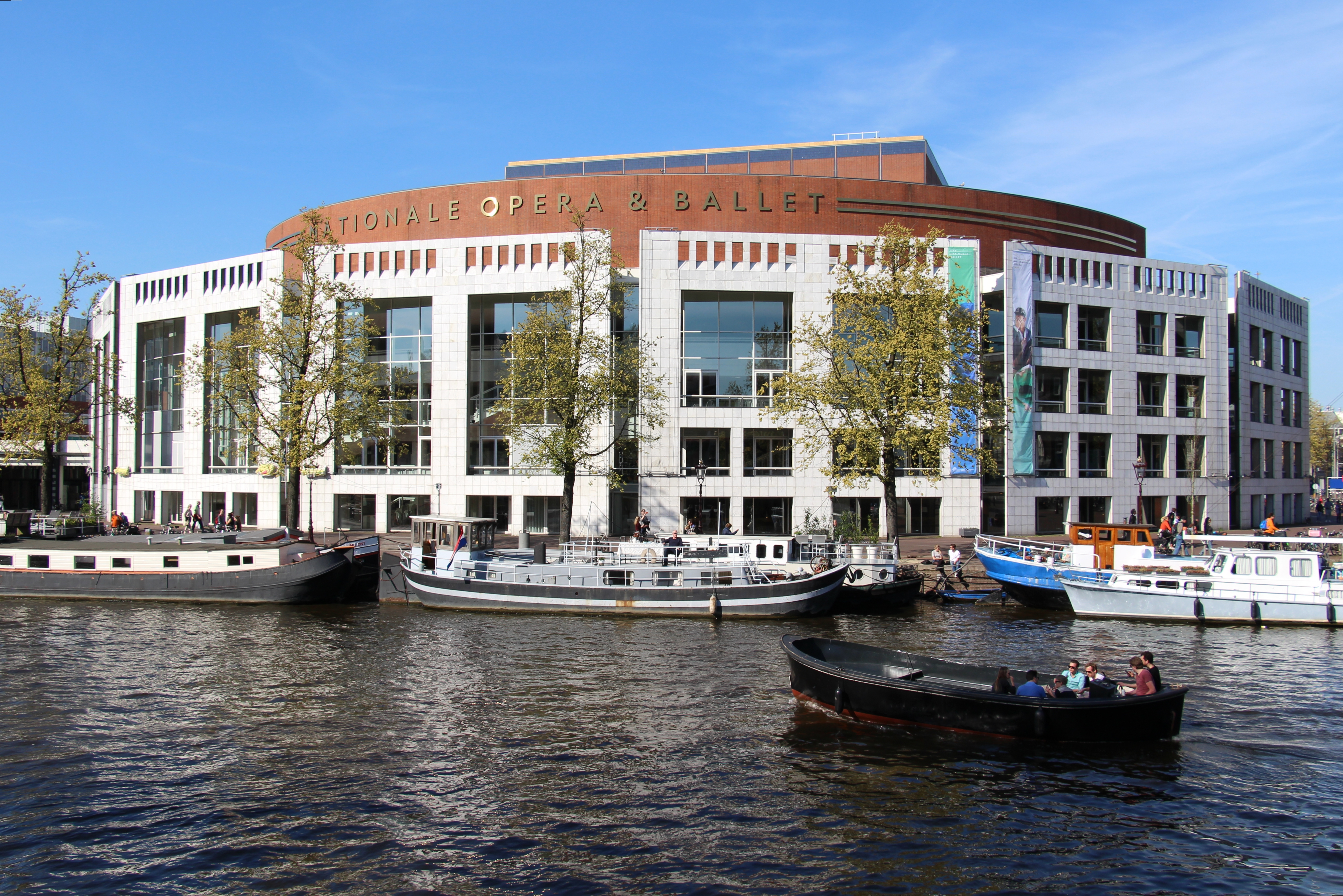
市政歌剧院

市政歌剧院（Stopera）是荷兰阿姆斯特丹的一组建筑群，包括阿姆斯特丹市政厅和阿姆斯特丹主要歌剧院音乐剧院（Muziektheater），荷兰歌剧团（De Nederlandse Opera）、国家芭蕾舞团（Het Nationale Ballet）和荷兰交响乐团（Holland Symfonia）都设于此。
“市政歌剧院”一词是荷兰语“市政厅”（stadhuis）和“歌剧院”（opera）的混成词。
市政歌剧院位于阿姆斯特丹的中心，阿姆斯特尔河弯曲处，介于滑铁卢广场、阿姆斯特尔河和天鹅城壕（Zwanenburgwal）之间。市政歌剧院的前立面弯曲，可从室内门厅透过玻璃立面观看河流的全景。
市政歌剧院毗邻是1988年建成的犹太抵抗纪念碑（Joods Verzetsmonument），纪念第二次世界大战犹太受害者。每年在此举行水晶之夜纪念活动。

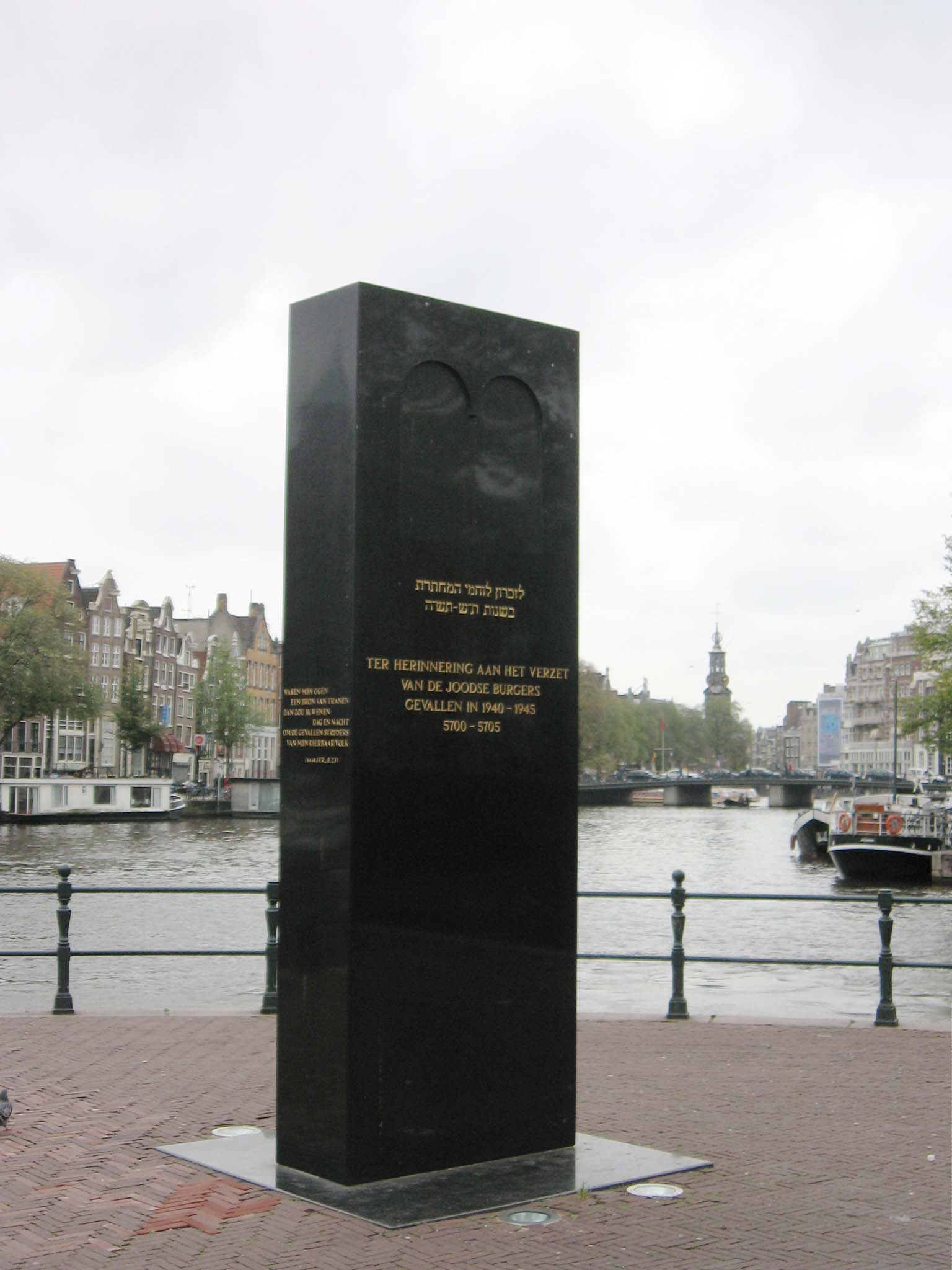
犹太抵抗纪念碑